# Mafaldine
Mafaldine, também conhecida como reginette (italiano para "pequenas rainhas") ou simplesmente mafalda ou mafalde, é um tipo de massa em forma de fita.

## História
Vem de Nápoles, onde já foram chamados de "Fettuccelle Ricce". Mafaldine foram nomeados em homenagem ao nascimento da Princesa Mafalda de Saboia (daí o nome alternativo "pequenas rainhas"). 
Mafaldine é preparado de forma semelhante a outras massas à base de fita, como linguine e fettuccine. É plano e largo, geralmente cerca de 1 cm de largura, com bordas onduladas em ambos os lados com uma ondulação nas pontas que permanece bem definida mesmo após o cozimento. 

## Tripoline
Tripoline  Italiano: [tripoˈliːne]) é um tipo de macarrão tipo ribbon, semelhante ao mafaldine. É uma fita grossa estriada de um lado,  e é frequentemente encontrada em pratos de massa assados.
Acredita-se que esta forma de massa tenha se originado na região da Campânia,  onde, segundo a tradição popular, foi criada em Nápoles em homenagem ao rei Victor Emmanuel II.
Na década de 1930, a Itália Fascista celebrou seu império colonial criando novas formas de massas que lembravam suas possessões africanas: tripolina (Trípoli), bengazina (Bengasi), assabesi ( Assab) e abissina (Abissínia).